# Some Muge
Some Muge (* 1959; † 1997) war ein kenianischer Langstreckenläufer, der seine größten Erfolge im Crosslauf hatte.
Bei den Crosslauf-Weltmeisterschaften 1981 in Madrid kam er auf den 57. Platz und holte Bronze mit der kenianischen Mannschaft. Nach einem 48. Platz bei den Crosslauf-WM 1982 in Rom gewann er bei den Crosslauf-WM 1983 in Gateshead Bronze in der Einzel- und in der Mannschaftswertung. Bei den Crosslauf-WM 1984 in Eats Rutherford belegte er den Rang 52, und bei den Crosslauf-WM 1986 in Colombier wurde er Achter in der Einzelwertung und gewann Gold in der Mannschaftswertung.
1987 wurde er bei den Crosslauf-WM in Warschau wurde er Fünfter und verteidigte mit der Mannschaft den Titel. Bei den Panafrikanischen Spielen gewann er Bronze über 10.000 m, und bei den Leichtathletik-Weltmeisterschaften in Rom lief er über dieselbe Distanz auf dem 22. Platz ein.
Bei seinen letzten Crosslauf-WM wurde er 1988 in Auckland Neunter.
Seine Söhne Mathew Kipkoech Kisorio, Peter Kimeli Some und Nicholas Kipchirchir Togom sind ebenfalls als Langstreckenläufer erfolgreich.

## Bestzeiten
- 5000 m: 13:39,24 min, 3. Juni 1986
- 10.000 m: 27:44,53 min, 30. Mai 1986, Aachen